# Ardowo Foulbe
Ardowo Foulbe est un village du Cameroun situé dans la Région de l'Extrême-Nord, le département du Diamaré, l’arrondissement de Bogo et le canton de Tankirou. 

## Population
En 1975, la localité comptait 207 habitants, dont 202 Peuls (d'où son nom Ardowo Foulbe) et 5 Massa.
Lors du recensement de 2005, on y a dénombré 273 habitants, dont 162 hommes et 111 femmes.